# Nancy K. Stanton
Nancy Kahn Stanton (San Francisco, Califòrnia, Estats Units, 23 de març de 1948) és una professora emèrita de matemàtiques a la Universitat de Notre Dame. És coneguda per la seva recerca en anàlisi complexa, equacions diferencials en derivades parcials, i geometria diferencial.
Stanton va obtenir el doctorat a l'Institut de Tecnologia de Massachusetts l'any 1973 sota el mentoratge de Isadore Singer. Stanton treballa actualment a la Universitat de Notre Dame, a Indiana (Estats Units). L'any 1981, Stanton va obtenir la Beca Sloan de Recerca. Al 2012, Stanton es va convertir en membre de la Societat Americana de Matemàtiques.

## Publicacions seleccionades
- Stanton, Nancy K. Infinitesimal CR automorphisms of real hypersurfaces. Amer. J. Math. 118 (1996), no. 1, 209–233.
- Beals, Richard; Greiner, Peter C.; Stanton, Nancy K. The heat equation on a CR manifold. J. Differential Geom. 20 (1984), no. 2, 343–387.
- Stanton, Nancy K. Infinitesimal CR automorphisms of rigid hypersurfaces. Amer. J. Math. 117 (1995), no. 1, 141–167.
- Pinsky, Mark A.; Stanton, Nancy K.; Trapa, Peter E. Fourier series of radial functions in several variables. J. Funct. Anal. 116 (1993), no. 1, 111–132.